# 邓巧玲
邓巧玲（1968年—），广东东莞人，汉族，中华人民共和国政治人物、第十一届全国人民代表大会广东地区代表。
毕业于北京大学国际金融与贸易专业，是中共党员。担任中国电信股份有限公司东莞虎门分公司副总经理。2008年起担任全国人大代表。